# アレナ・シウダ・デ・メヒコ
アレナ・シウダ・デ・メヒコ（Arena Ciudad de México）は、メキシコのメキシコシティに所在する屋内競技場。

## 概要
2012年に完成したアリーナは、メキシコ最大規模の収容人数22300人収容可能。海外アーティストのメキシコ公演も当地で開催されることもあったり、スポーツではNBAの公式戦が2014年に開催された。総合格闘技ではUFC 180とUFC 188が当地で開催された。また毎年AAA最大の祭典トリプレマニアも当地で開催されている。